# ジョン・クレイグ・バラ
ジョン・クレイグ・バラ（John Craig Ballagh、1842年9月25日 - 1920年11月15日）は、アメリカ合衆国長老教会の教育宣教師である。ジェームス・ハミルトン・バラは実兄(次男)。

## 生涯

### 初期
1842年、ジョン・クレイグ・バラはアメリカ合衆国ニューヨーク州デラウェア郡ダベンポートで小作農に従事していたジョン・ハミルトン・バラとアン・P・クレイグ・バラの間の5男5女の四男として生まれる。
ジェームスの誕生直後、一家はニューヨークに引っ越し、また、ロング・アイランドのヘンプステッド(Hempstead)、次に、ニュージャージー州テナフライに移住する。
地元のテナフライ学校で初等教育を終了し、チェリー・アカデミーに進学し、数学、天文学、土木、商業簿記などを学んだ。1846年に母校のテナフライの教師になる。後に、ミズーリ州のウエスト・ポート・アカデミーで準学長を務めた。また、教会もウェスト・ポート長老教会(West Port Presbyterian Church)に転籍する。

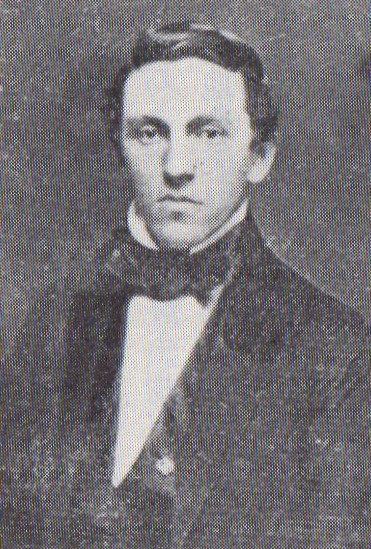
アメリカ・オランダ改革教会宣教師で兄のジェームス・ハミルトン・バラ

アメリカ・オランダ改革教会から派遣され、日本いた兄のジェームス・ハミルトン・バラが1872年(明治５年)に日本基督公会を設立して、仮牧師として牧会に専念することになった。それまで、ジェームス・ハミルトンは、弟のジェームス・クレイグに、ジェームスが教鞭を取っていた洋学校の藍謝堂(高島学校)の、教師の代役を依頼する。

### 日本での活動
これを受けて、バラは1872年(明治5年)6月に来日し、高島嘉右衛門と契約を結び、藍謝堂の教師になる。途中、県立修文館と合併し、横浜市学校になる。火災で新校舎が焼失して野毛山に移転し、市中共修文館に改称する。1875年(明治8年)に契約満期終了により、修文館を退職する。
1875年8月16日に米国長老教会、ヘンリー・ルーミスの司式で、リディア・ベントンと結婚式を挙げて、横浜山手9番に新居を構える。そして、夫人とともに米国長老教会在日ミッションへ加入を表明し、8月30日に承認された。それ以降ヘボン塾の男子クラスを受け持つことになった。

1876年(明治9年)1月にJ・C・ヘボン夫妻は塾をバラに任せることになり、それ以降バラ塾と呼ばれることになった。バラの教え子は熊野雄七、石本三十郎、服部綾雄、松村介石などがいる。
1877年(明治10年)米国長老教会ミッションはアメリカ・オランダ改革派教会とスコットランド一致長老教会と共同で、日本基督一致教会を創立する。日本人教職の養成のために東京一致神学校を設立した。この神学校に人材を送り込む教育機関として、1880年(明治13年)に築地大学校が設立された。バラが教頭になり、専任教師にウィリアム・インブリー、O・M・グリーンらが就任した。

1881年(明治14年)からは築地大学校の校長になった。1882年(明治15年)に一時帰国する。帰国間際に妻のリディアが肺炎で死去する。

### 再来日・再婚

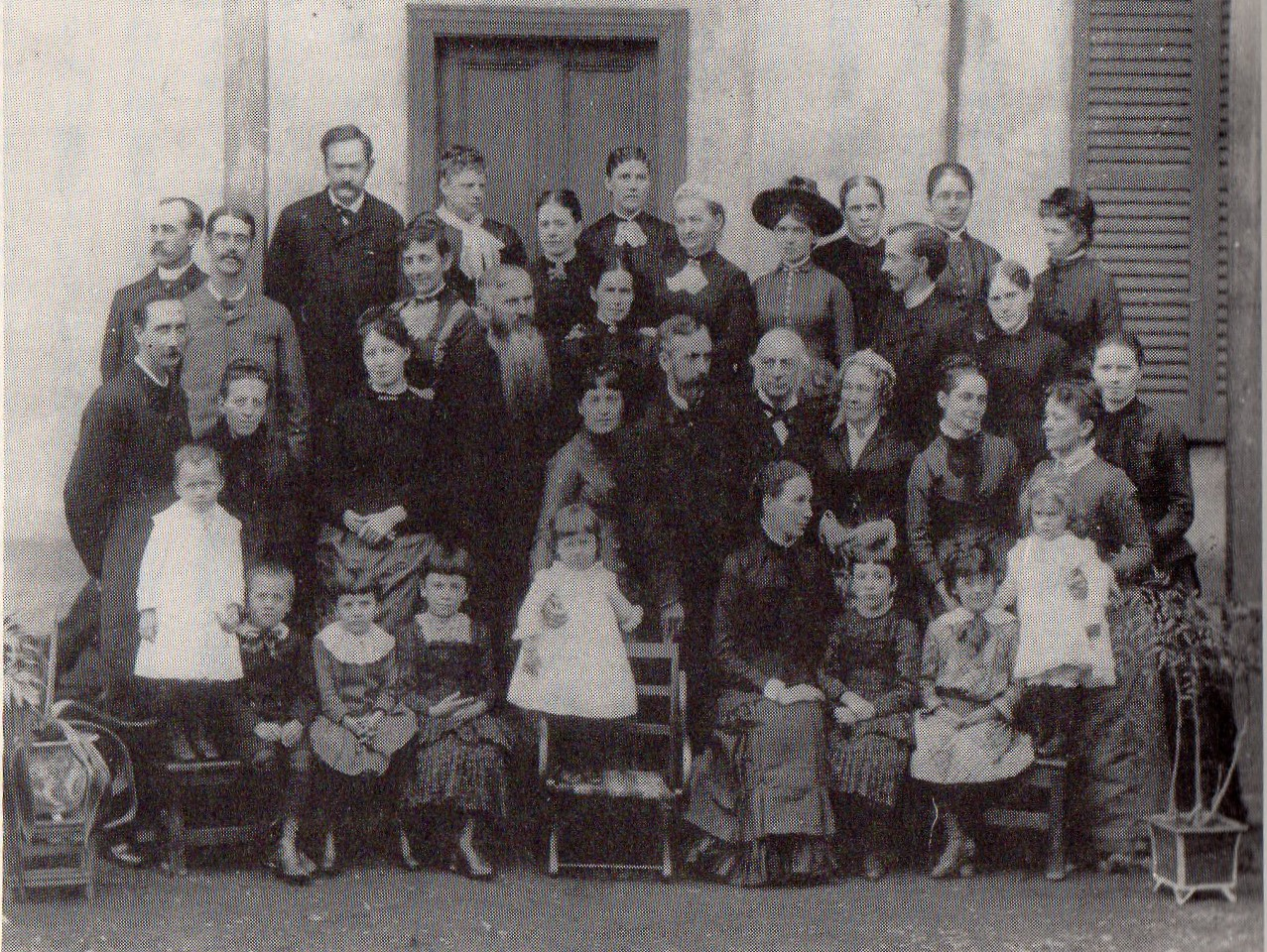
1880年代半ばのアメリカ合衆国長老教会東京ミッションのメンバーの家族の集合写真,最後列左から三人目が妹のアニー・バラ、前から2列目の左から三人目が後妻レベッカ、バラはその右隣

1884年(明治17年)9月7日の再来日の際には妹のアニー・バラが一緒に宣教師として来日した。1885年(明治18年)バラはレベッカ・フォールズと再婚した。
1886年(明治19年)に東京一致神学校、東京一致英和学校、英和予備校が合併して、明治学院が設立された。それから、バラは普通学部の教授として天文学、簿記学を教えた。また、40年に亘り在日長老ミッションの会計を務め、健全なミッション運営に貢献した。

### 日本での晩年
1920年(大正9年)11月15日に鎌倉で死去する。亡骸は瑞聖寺の明治学院墓地にレベッカ夫人と共に埋葬されている。